# Európai Filmdíjak 2026
A 38. Európai Filmdíjátadó ünnepséget (38th European Film Awards) 2026. január 17-én tervezik megrendezni Berlinben. Az eseményen a 2024−25-ben hivatalosan bemutatott és az Európai Filmakadémia több mint 5000 tagjának szavazata alapján legjobbnak ítélt európai filmalkotásokat részesítik elismerésben.
Tekintettel arra, hogy a díjkiosztó gálát a korábban megszokott december eleji időpontról áthelyezték január elejére, a filmdíjra nevezhető alkotások készítési időszaka, illetve beküldési határideje is változott. A beküldéshez három nevezési időszakot határoztak meg a film első hivatalos vetítése, illetve világpremierje szerint:
- 2024. június 1. és 2025. március 31. között bemutatott filmek nevezési határideje 2025. március 31.;
- 2025. április 1. és július 31. között bemutatott filmeké 2025. július 31.;
- 2025. augusztus 1. és szeptember 30. között bemutatott filmeké 2025. szeptember 15.[2]

Változás lesz a díjazott kategóriákban is: 2026-ban díjazni fogják a legjobb európai szereplőválogatót (3 jelöltből), viszont nem osztanak ki díjat a legjobb európai trükkmester és az európai fenntarthatósági díj kategóriákban. Ennek megfelelően a következő 23 kategóriában várható díjazás:
További változás lesz, hogy a nyolc technikai jellegű kategória (szereplőválogató, operatőr, filmvágó, látványtervező, jelmeztervező, fodrász- és sminkmester, filmzeneszerző, hangzástervező) eddigi kiválóságdíjai helyett, amelyekről 2013 és 2024 között nem közvetlenül a tagság, hanem a szakáganként delegált tagokból álló héttagú külön zsűri döntött, 2025 után az adott szakágak 3-3 jelöltjéből választhatják ki a nyerteseket. (Az európai trükkmester kategóriában akkortól lehet jelölni és újra díjazni, ha a vizuális effektusokkal foglalkozó tagok száma eléri az 50 főt.)
| 9 művészi kategóriában, a tagok szavazataival; - Legjobb európai film - Legjobb európai felfedezett – FIPRESCI-díj - Legjobb európai dokumentumfilm - Legjobb európai animációs játékfilm - Legjobb európai rövidfilm - Legjobb európai rendező - Legjobb európai színésznő - Legjobb európai színész - Legjobb forgatókönyvíró | 8 kiválóságdíj a technikai kategóriákban, szakmai zsűri ítélete alapján; - Legjobb európai szereplőválogató - Legjobb európai operatőr - Legjobb európai vágó - Legjobb európai látványtervező - Legjobb európai jelmeztervező - Legjobb európai fodrász- és sminkmester - Legjobb európai zeneszerző - Legjobb európai hangzástervező |
| 3 különdíj kategóriában; - Az Európai Filmakadémia életműdíja - Legjobb európai teljesítmény a világ filmművészetében - Európai koprodukciós díj – Prix Eurimages | 3 közönségdíj kategóriában. - LUX – a legjobb filmnek járó európai közönségdíj - Európai Filmakadémia fiatal közönség díja - Európai Egyetemi Filmdíj |

## Válogatás

### Rövidfilmek
A válogatásba az egyes nevező filmfesztiválok időrendjében érkeznek be az élőszereplős vagy animációs kisfilmek adatai. (Zárójelben a javaslattevő fesztiválok.)
1. Looking She Said I Forget – rendező: Naomi Pacifique   (Ciprusi Nemzetközi Rövidfilmfesztivál, 2024. október 18.)
2. O – rendező: Rúnar Rúnarsson   (Seminci – Valladolidi Nemzetközi Rövidfilmfesztivál, 2024. október 26.)
3. Tušinukas – rendező: Adas Burkšaitis  (Rigai Nemzetközi Filmfesztivál, 2024. október 27.)
4. Grandmamauntsistercat – rendező: Zuza Banasińska   (Uppsalai Nemzetközi Rövidfilmfesztivál, 2024. október 27.)
5. La idea de una isla – rendező: Carmen Pedrero  (Zágrábi Filmfesztivál, 2024. november 10.)
6. City of Poets – rendező: Sara Rajaei  (Winterthuri Nemzetközi Rövidfilmfesztivál, 2024. november 10.)
7. The Eggregores' Theory – rendező: Andrea Gatopoulos  (Zinebi – Bilbaói Nemzetközi Dokumentum- és Rövidfilmfesztivál, 2024. november 15.)
8. Man Number 4 – rendező: Miranda Pennell  (Corki Filmfesztivál, 2024. november 17.)
9. We Beg to Differ – rendező: Ruairi Bradley  (Fekete Éjszaka Filmfesztivál, Tallin, 2024. november 23.)
10. L'Avance – rendező: Djiby Kebe  (Leuveni Nemzetközi Rövidfilmfesztivál, 2024. december 7.)
11. (Wiz–Art – Lvivi Nemzetközi Rövidfilmfesztivál, 2024. december)
12. La Durmiente – rendező: Maria Inês Gonçalves,   (Rotterdami Nemzetközi Rövidfilmfesztivál, 2025. február 9.)
13. A Bear Remembers – rendező: Zhang & Knight  (Clermont-Ferrand-i Nemzetközi Rövidfilmfesztivál, 2025. február 8.)
14. (Berlini Nemzetközi Filmfesztivál, 2025. február 23.)
15. (Tamperei Filmfesztivál, 2025. március 9.)
16. (Go Short – Nijmegeni Nemzetközi Rövidfilmfesztivál, 2025. április 6.)
17. (Oberhauseni Nemzetközi Rövidfilmfesztivál, 2025. május 4.)
18. (78. Cannes-i Fesztivál, 2025. május 24.)
19. (VIS – Bécsi Nemzetközi Rövidfilmfesztivál), 2025. június 1.)
20. (Krakkói Filmfesztivál, 2025. június 1.)
21. (Hamburgi Rövidfilmfesztivál, 2025. június 8.)
22. (Curtas Vila do Conde-i Nemzetközi Filmfesztivál, 2025. július 20.)
23. (DokuFest Nemzetközi Dokumentum- és Rövidfilmfesztivál, Koszovo, 2024. augusztus 9.)
24. (Locarnoi Fesztivál, 2025. augusztus 16.)
25. (Szarajevói Filmfesztivál, 2025. augusztus)
26. (OFF – Odense-i Nemzetközi Filmfesztivál, 2025. augusztus 31.)
27. (Velencei Nemzetközi Filmfesztivál, 2025. szeptember)
28. (Dramai Nemzetközi Filmfesztivál, 2025. szeptember)
29. (Tiranai Nemzetközi Filmfesztivál, 2025. szeptember)
30. (Encounters Filmfesztivál, Bristol, 2025. szeptember)

## Díjazottak és jelöltek
| „Díjazott” – szürkéskék háttérrel   |
| „Jelölt” – világos szürke háttérrel |

### LUX közönségdíj
A LUX válogatóbizottsága által kiválasztott öt alkotás listáját Strasbourgban, az Európai Parlament 2024. szeptember 18-i ülésén hozták nyilvánosságra. A jelölt filmeket az Európai Unió 24 hivatalos nyelvén feliratozták, majd az Unió artmozijaiban népszerűsítik és vetítik. Az uniós polgárok 2024. október 1-jétől szavazhatnak e filmekre 2025 áprilisáig.
| Magyar címe            | Eredeti címe | Rendező           | Ország                                               |
| ---------------------- | ------------ | ----------------- | ---------------------------------------------------- |
| –––                    | Animal       | Sofia Exarchou    | Görögország · Ausztria · Bulgária · Románia · Ciprus |
| Áradás                 | Flow         | Gints Zilbalodis  | Lettország · Franciaország · Belgium                 |
| Dahomey – Kik vagyunk? | Dahomey      | Mati Diop         | Franciaország · Szenegál                             |
| Julie hallgat          | Julie zwijgt | Leonardo Van Dijl | Belgium · Svédország                                 |
| Lehallgatva            | Intercepted  | Okszana Karpovics | Kanada · Franciaország · Ukrajna                     |